# Persenbeug-Gottsdorf
Persenbeug-Gottsdorf är en kommun  i Österrike. Den ligger i distriktet Melk i förbundslandet Niederösterreich. Huvudorten Persenbeug ligger 95 km väster om huvudstaden Wien. 
Kommunen består av fem orter (Ortschaften) (inom parentes invånarantal 1 januari 2024):
- Gottsdorf (719)
- Hagsdorf (86)
- Loja (9)
- Metzling (73)
- Persenbeug (1 271)